# Boommiereneters
Boommiereneters of tamandoea's (Tamandua) zijn zoogdieren uit de familie van de miereneters (Myrmecophagidae). De wetenschappelijke naam van het geslacht werd in 1821 gepubliceerd door John Edward Gray. Er bestaan twee soorten boommiereneters, die voorkomen in de bossen van Latijns-Amerika.

## Kenmerken
Boommiereneters zijn tandeloos en hebben een kop-romplengte van 50 tot 80 cm en een staart van 40 tot 70 cm. Ze wegen 2 tot 7 kg. Het lichaam is bedekt kort, grof haar met een naakte staartpunt. Ze hebben een lange snuit met een lange tong.

## Leefwijze
Het zijn overwegend boombewoners die zich voeden met insecten en dan vooral mieren en termieten.

## Soorten
Er worden 2 soorten in dit geslacht geplaatst:
- Tamandua mexicana – Noordelijke boommiereneter 
  - verspreiding: Zuid-Mexico tot Venezuela
- Tamandua tetradactyla – Zuidelijke boommiereneter 
  - verspreiding: Venezuela tot Uruguay en Argentinië